# Liechtensteiner-Cup 2012-2013
La Liechtensteiner-Cup 2012-2013 è stata la 68ª edizione della coppa nazionale del Liechtenstein disputata tra il 21 agosto 2012 (con gli incontri del primo turno preliminare) e il 1º maggio 2013 e conclusa con la vittoria del Vaduz, al suo quarantunesimo titolo.

## Formula
Alla competizione, che si svolse ad eliminazione diretta con partita unica, parteciparono le sette squadre del principato che potevano iscrivere anche più di un team.

## Primo turno preliminare
| Squadra 1         | Risultato | Squadra 2        |
| ----------------- | --------- | ---------------- |
| 21 agosto 2012    |           |                  |
| Vaduz II          | 1 – 0     | Triesenberg II   |
| 22 agosto 2012    |           |                  |
| Ruggell II        | 5 – 0     | Triesen II       |
| Balzers III       | 2 – 4     | Eschen/Mauren II |
| Eschen/Mauren III | 0 – 5     | Ruggell          |

## Secondo turno preliminare
| Squadra 1         | Risultato         | Squadra 2      |
| ----------------- | ----------------- | -------------- |
| 26 settembre 2012 |                   |                |
| Eschen/Mauren II  | 1 – 4             | Schaan         |
| Ruggell           | 0 – 0 (5 – 3 dtr) | Schaan Azzurri |
| 2 ottobre 2012    |                   |                |
| Vaduz II          | 0 – 3             | Ruggell II     |
| 3 ottobre 2012    |                   |                |
| Triesen           | 2 – 1             | Balzers II     |

## Quarti di finale
| Squadra 1       | Risultato | Squadra 2     |
| --------------- | --------- | ------------- |
| 6 novembre 2012 |           |               |
| Ruggell II      | 0 – 5     | Triesenberg   |
| 7 novembre 2012 |           |               |
| Triesen         | 0 – 5     | Eschen/Mauren |
| Ruggell         | 0 – 2     | Balzers       |
| Schaan          | 0 – 3     | Vaduz         |

## Semifinali
| Squadra 1      | Risultato | Squadra 2   |
| -------------- | --------- | ----------- |
| 30 marzo 2013  |           |             |
| Balzers        | 2 – 0     | Triesenberg |
| 17 aprile 2013 |           |             |
| Eschen/Mauren  | 0 – 2     | Vaduz       |

## Finale
| Arbitro: | Nikolaj Hänni |

|                      |                      |                         |
| Akyer 31’            | Marcatori            | 22’ Afonso              |
| Quintans Beck Gubser | Tiri di rigore 0 – 3 | Tighazoui Abegglen Sara |